# キリスト・アデルフィアン派

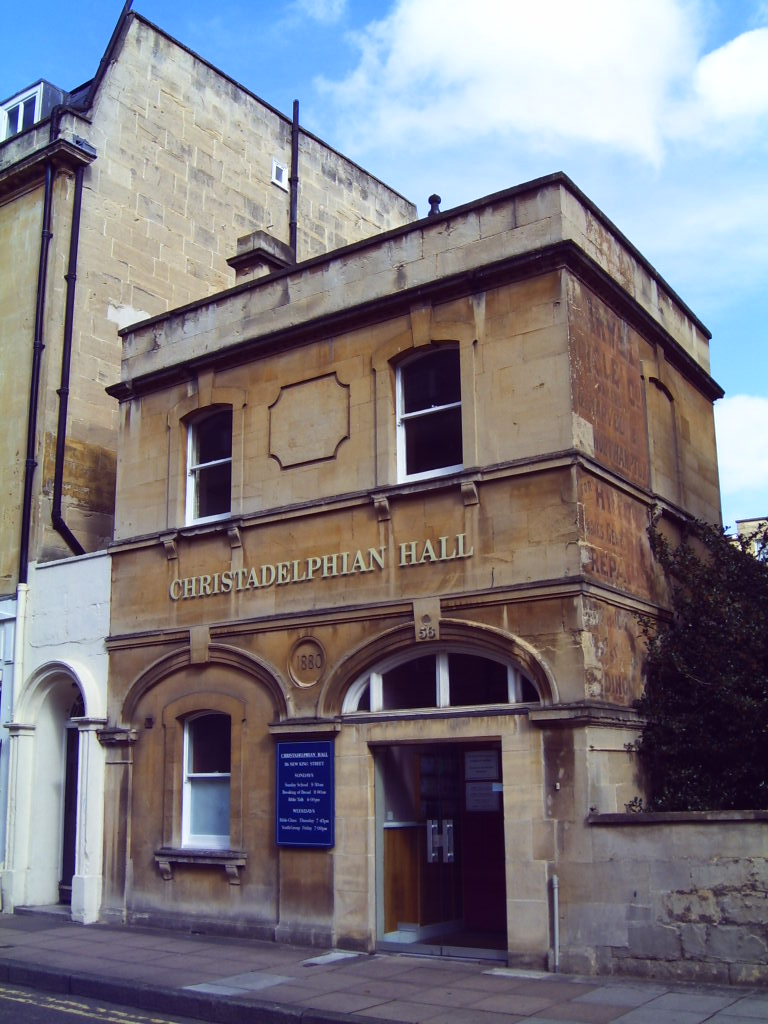
Christadelphian Hall, Bath, England

キリスト・アデルフィアン派 (英 The Christadelphians, 仏 Les Christadelphes,クリスタデルフィアンともいう) はキリスト教系の新宗教であり、その教義は三位一体を否定しイエス・キリストの人性・被造物性を強調する（聖書的ユニテリアン主義）、信仰によって永遠のいのちに入らない魂は端的に消滅するだけであるとして地獄の存在を否定する霊魂消滅説を取るなど、歴史的にキリスト教の主流を占めてきた教派のものとは大きく異なっている。
名称はギリシャ語(adelphoi en Christou)からとられている。意味はキリストの兄弟姉妹。キリスト・アデルフィアン派は120ヶ国にあり、およそ55,000人のメンバーがいる。

## 歴史

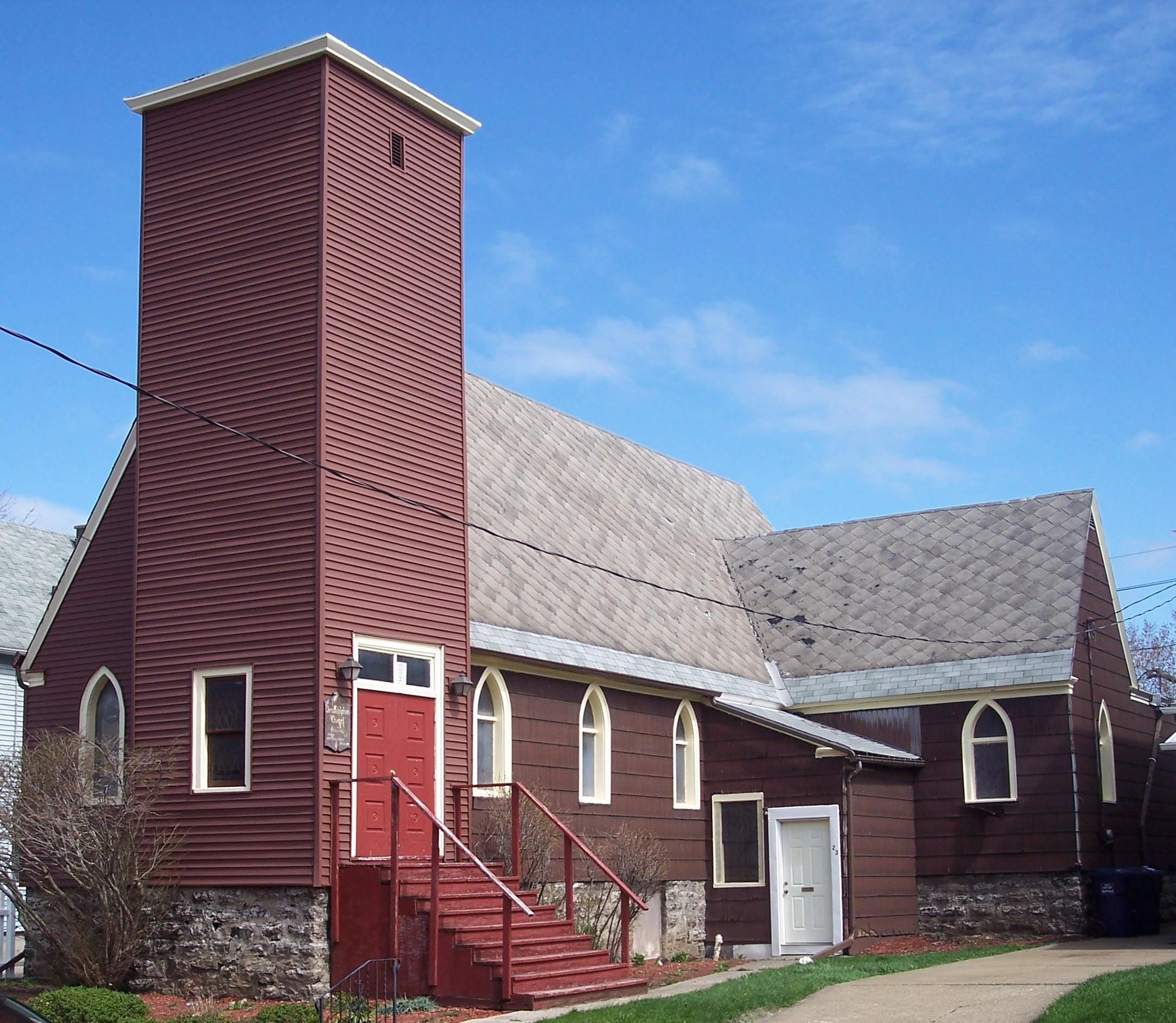
Christadelphian Chapel, Buffalo, New York

キリスト・アデルフィアン派は2世紀のアリウス派および16世紀のソチニアニスムが教義上の源流であると考えられる。
教派は1845年頃にアメリカで誕生し、ジョン・トマス(John Thomas)という英国の外科医があとを継いだ。最初のメンバーのほとんどは、トマスのように復興主義運動(Restoration Movement,Stone-Campbell)ディサイプル教会の派に不満を抱いた人々だった。 1848年にトマスは神がアブラハムと結んだ約束を強調した"イスラエル共の希望" (Elpis Israel) という本を出版した。この本はキリスト・アデルフィアン派になる運動の声明になった。
暴力および戦争への批判は教会になる緩いグループの形成の要因だった。 1863年に南北戦争が始まると、トマスは良心的兵役拒否認めてもらうために政府に届け出るが、 名前を有しなかったので、"クリスタデルフィアン"を選んだ。 英国で1870年から1900年までキリスト・アデルフィアン派は非常に急速に成長したが、1873年以降,一連の分割が成長を損ない始めた。 それから1957年の再結合の後で、アメリカ、英本国およびオーストラリアに教会が再度急速に育ち始めた。今日50,000人のメンバーのおよそ15,000は新興社会にある。

## 教義
以下はバーミンガム修正信仰声明（the Birmingham Amended Statement of Faith）によっている。
- 聖書は全的に神の霊感によっており、誤りを含まない。
- 三位一体の教義を拒絶する。
- 子は紀元前5年に文字通り生まれた（子はそれ以前には存在せず、それゆえ過去から永遠である父と同じく永遠なのではない）
- 子は人の汚れた本性を共有する被造物であり、バプテスマにおいて聖霊によって清められた。
- イエスは試みを受けたが、罪を犯さず、それゆえ罪を負う人類に救済をもたらす供犠となった。
- 聖霊は父と区別される位格ではない。「聖霊」は文脈によって、神の創造と救済の働きを指す場合と、神の性格／精神を指す場合がある。キリスト者として生きることに必要とされる「聖霊」は前者ではなく後者であり、それは聖書を学ぶことによって我々のうちに涵養される。
- 霊魂消滅説。地獄における永遠の苦しみは存在しない。信仰によって永遠のいのちに入らない魂は滅ぼされ、消滅するのみである（第二の死）。
- キリストは千年紀の始まりにあたって地上に来臨する。
- 千年紀の初めにおける死者の復活。ただし、復活した死者は不死ではなく、千年紀の終わりに悪しきものは永遠にほろび、善きものは永遠のいのちに入る。
- 悪魔は超自然的存在ではなく人類の有する罪への傾きのことである。

上述の通り、主流を占める教派との目立った教義上の違いは以下の通りである：
- 霊魂の不滅を否定する（霊魂消滅説）。信仰によって永遠のいのちに入らない魂は、永遠の苦しみを受けるのではなく、単に滅ぼされ、消滅する。
- 「地獄 Hell」とは正確には冥府（ヘブライ語：Sheol　ギリシャ語：Hades）すなわち死それ自体と墓のことであり、永遠の苦しみを受ける場所としての地獄が存在することを否定する。
- 三位一体の否定：子・キリストが受肉以前に（天において）存在していたことの否定
- 三位一体の否定：聖霊が父と区別される位格・人格であることの否定
- 悪魔が超自然的存在であることの否定（それは人類の罪への傾きと、神に反逆する本性のことである）
- 幼児洗礼の否定
- このようにして否定される主流派の教義は、紀元１世紀以降に異教的なギリシャ哲学の影響を受けて持ち込まれた教説であり、聖書に根拠を持たない。

## 構成
キリスト・アデルフィアン派に全く平らな構造がある。 各々のローカル会合(ギリシャ語 ecclesiaという)は自治である。 教授の輪番名簿によるすべての兄弟の分け前。 牧師がない。 
別の会合は4つの平均によって関連している:
- 1. 信頼の共用声明

- および同じ都市の会合間のスピーカーの循環。
- 2. 共用雑誌

- 組合からのニュース。
- 3. サマーキャンプおよび冬の学校。

- これらは通常間年に二度,1週持続する。 午前中3つか4つのスピーカーは異なった聖書の調査のクラスをする、それから午後に遊ぶ与える。夕方に崇拝する。
- 4. ある特定の慈善への共用貢献。

- (a) 海外宣教師連合 
- (b) 老人ホーム 
- (c) 援助のプロジェクト - インドの児童養護施設、アフリカの井戸のような物である。
英国の社会学者ブライアン・R・ウィルソンは1958-1959年にグループを調査し、"内向性のタイプのクリスチャン派"として, "カルトの特徴無し" と分類した。 但し彼の調査は1957年の再結合の後まもなく完了した、従って彼はこの出来事によって引き起こされた変更を見なかった。再結合の後, キリスト・アデルフィアン派は 19世紀の起源に独特だった外向性の活動に戻った。BBC 

## 参考
1. ↑  en.wikipedia
2. ↑  Alan Eyre, The Protestors, page 8 (1975)
3. ↑  Peter Hemingray, John Thomas: His Friends and His Faith 2003
4. ↑  Andrew Wilson, History of the Christadelphians 1864-1885: the emergence of a denomination 1997
5. ↑  Hyndman Introducing the Christadelphians
6. ↑  BASF 信頼の共用声明
7. ↑  The Christadelphian 雑誌
8. ↑  California Bible School
9. ↑  US Bible schools
10. ↑  海外宣教師連合 CBM
11. ↑  ACBM
12. ↑  Glad Tidings 雑誌
13. ↑  老人ホーム CCH
14. ↑  援助のプロジェクト Meal-a-day
15. ↑  Sects and Society: A Sociological Study of the Elim Tabernacle, Christian Science, and Christadelphians, (University of California Press, 1961).
16. ↑  BBC "Christadelphians"